# Alberto Sánchez Rogé
Alberto Sánchez Rogé (Montevideo, Uruguay, 1 de junio de 1903 - Montevideo, Uruguay, 2 de octubre de 1980), fue un magistrado uruguayo, quien se desempeñó como miembro del Tribunal de lo Contencioso Administrativo entre 1962 y 1964 y de la Suprema Corte de Justicia desde 1964 hasta 1973.

## Primeros años
Nació en Montevideo el 1 de junio de 1903, hijo de Pedro Sánchez, español, y de María Rogé, uruguaya.
Cursó estudios en la Facultad de Derecho de la Universidad de la República, en la que en 1931 se graduó como abogado.

## Juez de Paz
En 1933 ingresó a la carrera judicial al ser designado Juez de Paz de la 7° sección judicial de Canelones, con sede en Pando.
En mayo de 1935 fue trasladado al cargo de Juez de Paz de la primera sección judicial de Lavalleja, con sede en Minas.

## Juez de Paz en Montevideo
En mayo de 1936 fue designado Juez de Paz de la 12° sección judicial de Montevideo, cargo en el que permaneció durante doce años.

## Regulador de honorarios
En diciembre de 1948 la Suprema Corte de Justicia lo nombró Regulador de Honorarios.

## Juez Letrado
En setiembre de 1949 fue designado Juez Letrado de Instrucción de 2° turno.
Menos de un año después, en agosto de 1950, pasó a ocupar el puesto de Juez Letrado Nacional de Hacienda y de lo Contencioso Administrativo de 3er Turno.

## Tribunal de Apelaciones
En junio de 1954 ascendió al cargo de ministro del Tribunal de Apelaciones en lo Civil de Primer Turno, en el que permaneció por casi ocho años.

## Tribunal de lo Contencioso Administrativo
El 28 de febrero de 1962 la Asamblea General lo designó, por 88 votos, como miembro del Tribunal de lo Contencioso Administrativo (TCA), junto a Carlos Durán Rubio, José María França, Juan Carlos Nario y José María Piñeyro. Dicho tribunal se encontraba completamente desintegrado luego del cese de quienes habían conformado su primera integración en 1952, Eliseo Bordoni Posse, Fermín Garicoits, Carlos María Larghero, Raúl Moretti y Roberto Zubillaga.
Prestó juramento el mismo día y permaneció en dicho tribunal por espacio de dos años y medio.

## Suprema Corte de Justicia
El 7 de octubre de 1964 la Asamblea General lo eligió, por 107 votos favorables, como ministro de la Suprema Corte de Justicia, junto a Velarde Cerdeiras y a Edenes A. Mallo, para ocupar las vacantes dejadas en junio del mismo año por Julio César de Gregorio, Luis Alberto Bouza y Esteban D. Ruiz.
Prestó juramento el mismo día y fue sustituido en el TCA por Gualberto Pi. 
Fue el primer magistrado en la historia en haber integrado tanto el Tribunal de lo Contencioso Administrativo como la Suprema Corte de Justicia, doble nombramiento que posteriormente y hasta el día de hoy solo ha ocurrido en otros dos casos, los de Ramiro López Rivas y Luis Torello. 
A partir de su ingreso y hasta la muerte de Cerdeiras en agosto de 1971, la integración de la Suprema Corte -con Sánchez Rogé, Cerdeiras, Mallo, Hamlet Reyes y Emilio Siemens Amaro- permaneció incambiada durante casi siete años, siendo el récord en tal sentido que se ha registrado en dicha Corte desde 1934, en que se estableció el límite de 10 años en el cargo para quienes la integran (el récord absoluto de integración sin cambios fue de once años y se registró entre 1914 y 1925 con Ezequiel Garzón, Benito Cuñarro, Luis Romeu Burgues, Julio Bastos y Abel Pinto). 
Sánchez Rogé permaneció en la Corte durante casi nueve años, pese a lo cual nunca aceptó ocupar la Presidencia de la misma.

## Retiro y fallecimiento
Cesó en su cargo el 1 de junio de 1973 al cumplir los 70 años, edad máxima fijada por la Constitución uruguaya para el desempeño de cargos judiciales. 
Durante el transcurso del plazo de 90 días que el artículo 236 de la Constitución establece para que la Asamblea General cubra las vacantes generadas en la Suprema Corte de Justicia, el Parlamento fue disuelto por el golpe de Estado del 27 de junio de 1973, quedando el país sin órgano legislativo en funcionamiento hasta la instalación del Consejo de Estado en diciembre del mismo  año. Vencido el plazo a fines de agosto, se cumplió la previsión constitucional, ingresando a la Suprema Corte, en reemplazo de Sánchez Rogé, el ministro más antiguo de los Tribunales de Apelaciones, Sabino Dante Sabini. 
Sánchez Rogé falleció en Montevideo el 2 de octubre de 1980, a los 77 años de edad.